# Другите (Изгубени)
Вижте пояснителната страница за други значения на Другите.
Другите (на английски: Others) са група от фиктивни персонажи, населяващи мистериозен остров в американския сериал „Изгубени“. Повечето са антагонисти на главните герои, въпреки че по-късно стават по-малко враждебни към оцелелите от Полет 815 и им стават съюзници в преодоляването на по-големи заплахи. Списание Wizard ги поставя на 98-о място в класацията на най-великите злодеи на всички времена.